# Hummock

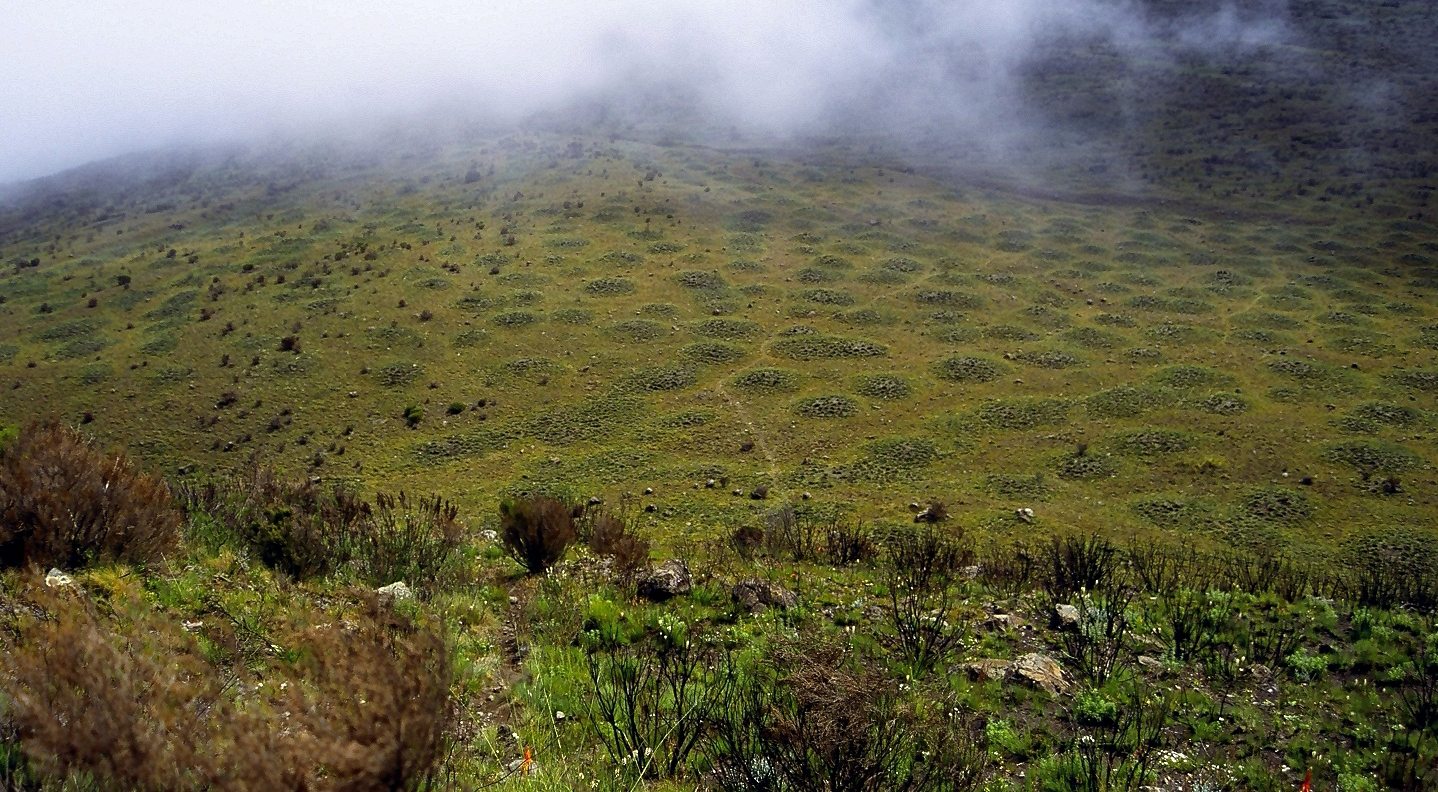
Hummocks terrestres d'origen criogènic a Mont Kenya

Un hummock és el terme en anglès per designar un petit monticle sobre el sòl. Típicament fan menys de 15 metres d'alçada i tendeixen a aparèixer en grups. És difícil fer generalitzacions sobre els hummocks a causa de la diversitat en la seva morfologia i sedimentologia. Una superfície extremadament irregular pot ser anomenada hummocky.
Un hummock gelat és un monticle de gel arrodonit que puja per sobre del nivell general d'un camp de gel. El gel hummocky és causat per una pressió lenta i desigual en el cos principal del gel empacat, i per una estructura i temperatura desiguals en un període posteriori.

## Hummocks en la torba
Els hummocks en forma de crestes baixes de la molsa de turba seca normalment formen part de l'estructura de certs tipus de torba aixecada, com ara l'altiplà de torba, kermikermi, palsa o torba en cordó. Els hummocks s'alternen amb depressions humides poc profundes o flocs).

## Hummocks pantanosos (Swamp hummocks)
Swamp hummocks són monticles típicament iniciats com troncs caiguts o branques cobertes de molsa i pujant per sobre del pis de pantans. Les zones baixes entre hummocks es diuen buits (hollows). Un terme relacionat, utilitzat en els Estats units del sud-est, és "hammock".

## Hummocks terrestres d'origen criogènic
Els Hummocks terrestres d'origen criogènic tenen diversos noms diferents a Amèrica del Nord es diuen earth hummocks; thúfur a Grenlàndia i Islàndia; i pounus a Fennoscàndia.Aquestes formes de clima fred apareixen en regions de permagel i en un terreny estacionalment congelat. Solen desenvolupar-se en sòls de gra fi amb vegetació lleugera a moderada en àrees de baix relleu on hi ha una humitat adequada per alimentar processos criogènics.
Els hummocks criogènics apareixen en una varietat d'ambients de terra freda, fent la història del seva gènesi complexa. Els geòlegs reconeixen que els hummocks poden ser poligènics i es formen mitjançant una combinació de forces que encara no s'han entès bé.
Investigacions recents sobre hummocks criogènics s'han centrat en el seu paper d'indicadors ambientals. Perquè els hummocks poden formar-se i desintegrar-se ràpidament (ben bé dins d'una vida humana) són una forma ideal de monitoratge per a canvis mediambientals de mitjà abast. Hi ha diverses explicacions de la formació de hummocks terrestres:
- Crioexpulsió de clasts
- Circulació cel·lular
- Pressió criostàtica
- Hummocks creats per allaus de residus